# Colobogaster singularis
Colobogaster singularis es una especie de escarabajo del género Colobogaster, familia Buprestidae. Fue descrita científicamente por Gory en 1841.